# Noam
Noam (in ebraico: נוֹעַם) è un nome proprio di persona ebraico maschile e femminile.

## Origine e diffusione
Riprende un termine ebraico che vuol dire "piacevolezza", "gradevolezza"; ha quindi significato analogo al nome Noemi (che condivide la stessa radice).

## Onomastico
Essendo un nome adespota, cioè privo di santo patrono, l'onomastico si può festeggiare il 1º novembre, in occasione di Ognissanti.

## Persone

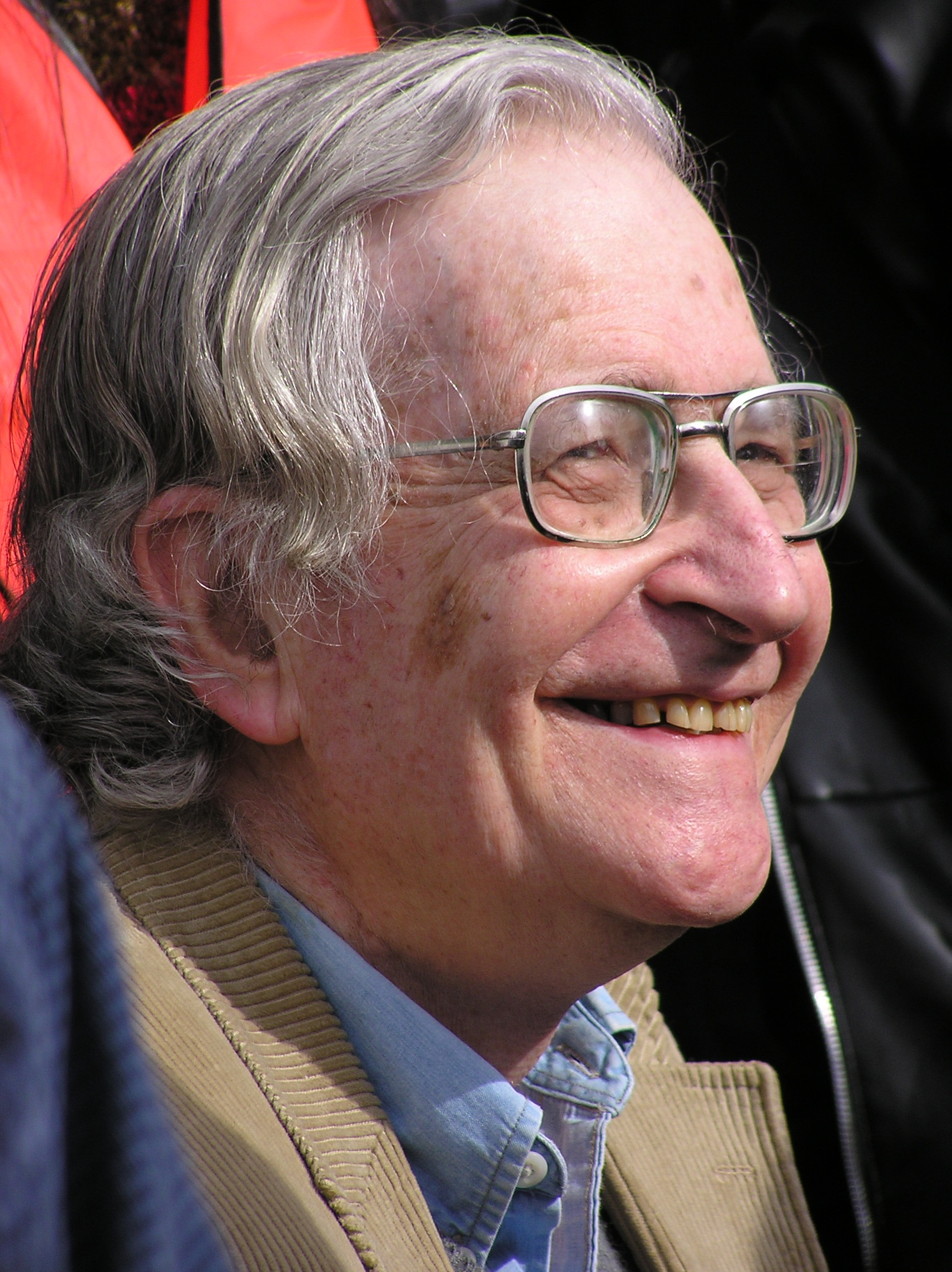
Noam Chomsky

### Maschile
- Noam Behr, tennista israeliano
- Noam Chomsky, linguista, filosofo, teorico della comunicazione e anarchico statunitense
- Noam Jenkins, attore canadese
- Noam Murro, regista israeliano
- Noam Okun, tennista israeliano

### Femminile
- Noam Mills, schermitrice israeliana